# The Dream Girl
Pour plus de détails, voir Fiche technique et Distribution.
The Dream Girl est un film américain réalisé par Cecil B. DeMille sorti en 1916.

## Synopsis
Plusieurs personnages trempant dans des activités de trafic d'alcool se retrouvent dans des situations compliquées...

## Fiche technique
- Titre : The Dream Girl
- Réalisation : Cecil B. DeMille
- Scénario : Jeanie Macpherson
- Direction artistique : Wilfred Buckland
- Photographie : Alvin Wyckoff
- Montage : Cecil B. DeMille
- Pays d'origine : États-Unis
- Format : Noir et blanc - 1,33:1 - Film muet
- Genre : drame
- Date de sortie : 1916

## Distribution
- Mae Murray : Meg Dugan
- Theodore Roberts : Jim Dugan
- Earle Foxe : Tom Merton
- James Neill : Benjamin Merton
- Charles West : « English » Hal
- Mary Mersch (en) : Alice Merton